# Rolan Bykov
Rolan Bykov (russisk: Ролан Антонович Быков) (født 12. oktober 1929 i Kyiv i det Russiske Kejserrige, død 6. oktober 1998 i Moskva i Rusland) var en sovjetisk filminstruktør, skuespiller og manuskriptforfatter.

## Filmografi
Som instruktør
- Sem njanek (Семь нянек), 1962)[1][2]
- Propalo leto (Пропало лето, 1963)
- Ajbolit-66 (Айболит-66, 1966)
- Vnimanije, tjerepakha! (Внимание, черепаха!, 1970)
- Telegramma (Телеграмма, 1971)
- Avtomobil, skripka i sobaka Kljaksa (Автомобиль, скрипка и собака Клякса, 1974)
- Nos (Нос, 1977)
- Tjutjelo (Чучело, 1984)

Som skuespiller
- Baltijskoje nebo (1960)
- Natjni snatjala (1985)